# Míriam Forasté Galobardes
Miriam Forasté Galobardes (Barcelona, 1 de març de 1991) és una jugadora catalana de bàsquet.
Formada al Lluïsos de Gràcia, juga amb el Club Bàsquet Sagrat Cor de Sarrià a la Lliga femenina 2. Debutà a la Primera divisió amb el Ros Casares la temporada 2011-12. També jugà amb el Gernika Basket (2012-16) i el CB Al-Qázeres (2016-20), convertint-se en la jugadora que més partits ha disputat amb l'equip andalús. Al final de la temporada 2019-20, fitxà pel A3 Basket Umea de la lliga sueca. Internacional amb la selecció espanyola en categories de formació, ha sigut campiona d'Europa sub-20 (2011) i subcampiona sub-20 (2010).